# Plexippus tortilis
Plexippus tortilis là một loài nhện trong họ Salticidae.
Loài này thuộc chi Plexippus. Plexippus tortilis được Eugène Simon miêu tả năm 1902.